# Norman Tebbit
Norman Beresford Tebbit, baron Tebbit of Chingford CH (ur. 29 marca 1931 w Londynie, zm. 7 lipca 2025) – brytyjski polityk, członek Partii Konserwatywnej, minister w rządach Margaret Thatcher, poseł do Izby Gmin, następnie par dożywotni.

## Życiorys

### Wczesne lata życia
Urodził się w robotniczej rodzinie. Wykształcenie odebrał w Edmonton County School. Następnie pracował jako dziennikarz w Financial Times. W latach 1949–1953 odbył służbę wojskową w siłach powietrznych. Po zakończeniu służby wojskowej był pilotem w British Overseas Airways Corporation. W 1970 r. został członkiem Conservative Monday Club (CMC) i deputowanym do Izby Gmin z okręgu Epping. Od czasu likwidacji tego okręgu w lutym 1974 r. reprezentował okręg wyborczy Chingford.

### Kariera polityczna
Tebbit należał do grona stronników Margaret Thatcher. Kiedy Thatcher została premierem w 1979 r., Tebbit objął stanowisko podsekretarza stanu w ministerstwie handlu. We wrześniu 1981 r. został członkiem gabinetu jako minister zatrudnienia. Odpowiadał za uchwalenia Employment Act z 1982 r., który z jednej strony przyznawał rekompensaty niesłusznie zwolnionym za rządów laburzystowskich pracownikom sklepowym, ale z drugiej strony znosił immunitet związków zawodowych w zakresie powództw cywilnych o szkody powstałe podczas nielegalnych strajków. Po zamieszkach w Handsworth i Brixton latem 1981 r. na konferencji prasowej, odnosząc się do sugestii, że zamieszki zostały wywołane przez bezrobotnych, odpowiedział: Dorastałem w latach 30. z bezrobotnym ojcem. On nie wywoływał rozruchów. On jeździł rowerem i szukał pracy i jeździł tak długo, aż pracę znalazł/
Po wyborach 1983 r. został ministrem handlu i przemysłu. Thatcher chciała, aby Tebbit został ministrem spraw wewnętrznych, ale sprzeciwił się temu jeden z najbliższych współpracowników pani premier, lord Whitelaw. W 1984 r., podczas zamachu IRA na hotel Brighton, w którym odbywała się konferencja Partii Konserwatywnej, Tebbit został ciężko ranny, a jego żona Margaret, w wyniku obrażeń, została sparaliżowana.
W 1985 r. został mianowany przewodniczącym Partii Konserwatywnej i Kanclerzem Księstwa Lancaster. Podczas afery Westland Tebbit sprzeciwiał się przejęciu brytyjskiej firmy produkującej helikoptery Westland Helicopters przez amerykańskie przedsiębiorstwo Sikorsky Aircraft Corporation. W 1986 r. protestował przeciwko amerykańskim bombardowaniom Libii przez samoloty startujące z brytyjskich lotnisk. Protestował również przeciwko postawie pani premier, która nie skonsultowała tej decyzji z gabinetem. W 1987 r. prowadził kampanię wyborczą Partii Konserwatywnej w przedmiocie spraw ekonomicznych i obronnych. Doszło jednak do sporu między nim a Thatcher i kilka miesięcy po wyborach Tebbit zrezygnował ze wszystkich stanowisk, aby poświęcić więcej czasu sparaliżowanej żonie.

### Poza gabinetem
Kiedy w listopadzie 1990 r. z gabinetu odszedł Lord Przewodniczący Rady Geoffrey Howe premier Thatcher zaproponowała Tebbitowi powrót do gabinetu na stanowisko ministra edukacji, ale ten odmówił ze względu na stan żony. Podczas wyborów na lidera torysów w 1990 r. był członkiem sztabu wyborczego Thatcher. Kiedy premier zrezygnowała z ubiegania się o stanowisko, Tebbit poparł Johna Majora. W 1990 r. zgłosił propozycję „testu krykietowego” (zwanego również „testem Tebbita”), który zakładał, że przedstawiciele mniejszości etnicznych w Wielkiej Brytanii nie zostaną uznani za prawdziwych Brytyjczyków, dopóki nie będą kibicować angielskiej drużynie krykietowej w meczu przeciwko ich państwu. W 1992 r. zrezygnował ze startu w wyborach do Izby Gmin. Otrzymał wówczas dożywotni tytuł parowski barona Tebbit of Chingford i zasiadł w Izbie Lordów do 2022.
Podczas konferencji Partii Konserwatywnej w Brighton w październiku 1992 r. skrytykował gabinet Majora za poparcie Traktatu z Maastricht. W 1995 r. poparł kandydaturę Johna Redwooda na lidera konserwatystów. 26 listopada 1996 na forum Izby Lordów skrytykował pomoc humanitarną dla Afryki, gdyż twierdził, że nie przynosi ona pomocy biednym, a tylko napędza przemoc i korupcję. Następnie był wiceprzewodniczącym Conservative Way Forward Group.

## Publikacje
- Britain’s Future, 1985, ISBN 0-85070-743-9.
- Britain in the 1990s, 1986, ISBN 0-86048-006-2.
- Values of Freedom, 1986, ISBN 0-85070-748-X.
- New Consensus, 1988, ISBN 1-871591-00-7.
- Upwardly Mobile, Futura, 1991
- Unfinished Business, Weidenfeld and Nicolson, 1991, ISBN 0-297-81149-5.
- Disappearing Britain, 2005, ISBN 0-9657812-3-2.